# Kuk Sar
Der Kuk Sar ist ein Berg im Nordwesten des Karakorum-Gebirges.

## Lage
Der Kuk Sar befindet sich zentral im Batura Muztagh im pakistanischen Sonderterritorium Gilgit-Baltistan.
Der Berg erreicht eine Höhe von 6934 m. Der Berg erhebt sich nördlich des Baturagletschers.  
5,98 km westsüdwestlich befindet sich der 7016 m hohe Pamri Sar.

## Besteigungsgeschichte
Die Erstbesteigung des Kuk Sar gelang im Jahr 1982 über die Südwestflanke und den Südgrat.

## Nebengipfel
Der 2 km nördlich gelegene 6925 m hohe Nebengipfel Kuk Sar II (⊙) ist noch unbestiegen.